# پری‌نارنجی کامپو
پری‌نارنجی کامپو (نام علمی: Icterus jamacaii) نام یک گونه از سرده پری‌شاهرخ بر جدید است.